# Ботанікактус
Ботаніка́ктус (ісп. El Botanicactus) — ботанічний сад на о. Мальорка. Знаходиться у південно-східній частині острова у муніципалітеті Сес-Салінес. Відритий 20 травня 1989 року.

## Історія
Утворений у середині 1980-х років, коли Освальд Маккаріо втілив ідею про новий підхід до свого захоплення до вирощування тропічних рослин. 
Маккаріо володів багатьма теплицями для вирощування кактусів на півдні Франції, які йшли на продаж. У нього виникла ідея створити ботанічний сад для вирощування цих кактусів, щоб відвідувачі могли подивитися на різноманітні види цієї рослини. Але для цього йому було потрібно знайти сухе і сонячне місце. 
Зрештою, він обрав місце у муніципалітеті Сес-Салінес на острові Мальорка. Сад було відкрито 20 травня 1989 року під керівництвом сина Освальда, Жан-Марка Маккаріо.

## Опис
Територія ботанічного саду становить 150 000 м², на якій ростуть 1000 різних видів рослин. У зоні парку, призначеній для тропічних рослин (50 000 м²), знаходиться велике озеро площею 10 000 м². Озеро є найбільшим на Балеарських островах і оточене трав'яними газонами з пальмами і бамбуком. Серед видів пальм тут ростуть вашингтонія (Washingtonia), хамеропс (Chamaerops), cycca, фінікова пальма та інші.
У секторі з кактусами (40 000 м²) ростуть такі види як трихоцереус пасаканський (Trichocereus pasacana), ехінокактус Грузона (Echinocactus grusonii), карнегія гігантська (Carnegiea gigantea), алое, агава та інші. Також у цій зоні росте гігантський кактус з Аризони, якому понад 300 років.
У зоні місцевих майоркінських рослин (25 000 м²), де ростуть жимолость, гібіскус, стреліція, оливкові дерева, мигдаль, ріжкові дерева, гранатові дерева, сосни, евкаліпти і кипариси, стоять вітряний млин і кам'яний будинок.